# Jairo Ríos
Jairo Antonio Ríos Rendón (ur. 21 lipca 1949) – kolumbijski trener piłkarski.

## Kariera
W 2009 roku Ríos został selekcjonerem reprezentacji Haiti. W tym samym roku wziął z nią udział w Złotym Pucharze CONCACAF. Prowadzona przez niego drużyna rozegrała na tym turnieju cztery spotkania: z Hondurasem (0:1), Grenadą (2:0), Stanami Zjednoczonymi (2:2) oraz Meksykiem (0:4) i zakończyła turniej na ćwierćfinale. W 2010 roku przestał być selekcjonerem kadry Haiti.